# Kanton Cléry-Saint-André
Kanton Cléry-Saint-André is een voormalig kanton van het Franse departement Loiret. Het kanton maakte deel uit van het arrondissement Orléans. Het werd opgeheven bij decreet van 25 februari 2014 met uitwerking op 22 maart 2015. Alle gemeenten werden toegevoegd aan het kanton Beaugency

## Gemeenten
Het kanton Cléry-Saint-André omvatte de volgende gemeenten:
- Cléry-Saint-André (hoofdplaats)
- Dry
- Jouy-le-Potier
- Mareau-aux-Prés
- Mézières-lez-Cléry